# Hemicyclops arenicolae
Hemicyclops arenicolae är en kräftdjursart som beskrevs av Gooding 1966. Hemicyclops arenicolae ingår i släktet Hemicyclops och familjen Clausidiidae. Inga underarter finns listade i Catalogue of Life.